# Neomarica humilis
Neomarica humilis är en irisväxtart som först beskrevs av Friedrich Wilhelm Klatt, och fick sitt nu gällande namn av Capell. Neomarica humilis ingår i släktet Neomarica och familjen irisväxter. Inga underarter finns listade i Catalogue of Life.